# Total War: Rome II
Total War: Rome II este de un joc video de strategie anunțat pentru luna octombrie 2013, acțiunea desfășurându-se în jurul Romei antice. 
Rome II este succesorul lui Rome: Total War lansat în 2004, care a făcut celebră seria Total War. Practic de la el a început și ascensiunea strategiilor de război pe ture.

## Descriere
Total War: Rome II este construit pe un nou motor grafic, ce permite reproducerea extrem de detaliată a zeci de mii de trupe simultan, Creative Assembly afirmând că acest joc beneficiază de cel mai mare buget de producție din întreaga istorie a seriei Total War. În ciuda tehnologiei avansate pe care o folosește, se pare că jocul se va scala foarte bine și cu sistemele mai vechi.
În Rome: Total War II jucătorul va avea la dispoziție mijloace economice, militare și politice pentru a-și extinde hegemonia. Diplomația va juca un rol important, ca și în celelalte jocuri din serie.
Aparent, jucătorii vor putea alege fie să lupte pentru supremația Republicii, fie să își adjudece rolul de unic lider–dictator și, apoi, împărat.

## Fracțiuni
Au fost anunțate 12 fracțiuni care vor fi prezente în Rome II:
- Republica Romană
- Cartagina
- Macedonia
- Iceni, trib britanic
- Arverni, trib galic
- Suebi, trib germanic
- Parția
- Egipt
- Pontus
- Atena
- Epir
  -     - Sparta                      Dar vor fi lansate Dlc-uri care vor creste factiunile jucabile in ROME II

## Legturi externe
- ro  / Grup format pe Steam pentru cei pasionati din Romania
- ro  Total War: Rome II ne arata inca o data ce poate prin noul Walkthrough de 10 minute Arhivat în 28 august 2013, la Wayback Machine.
- ro  Total War: Rome II - Battle of Teutoburg Forest Gameplay
- ro  A fost publicat un screenshot panoramic al Total War: Rome II, cu o marime de 30 de mii de pixeli